# Cestrus aztecus
Cestrus aztecus là một loài tò vò trong họ Ichneumonidae.